# Progonostola cremnopis
Progonostola cremnopis là một loài bướm đêm thuộc họ Geometridae. Nó là loài đặc hữu của Kauai, Oahu, Molokai và Hawaii.